# Baha Güngör
Bahaeddin Turhan „Baha“ Güngör (* 22. Februar 1950 in Istanbul, Türkei; † 22. November 2018 in Köln) war ein deutscher Journalist. Er war u. a. Leiter der türkischsprachigen Redaktion der Deutschen Welle und Autor eines vielbeachteten Buches über das Türkenbild der Deutschen.

## Werdegang
Baha Güngör kam 1961 aus der Türkei nach Aachen, wo sein Vater studiert hatte und als Zahnarzt arbeitete. 1978 erwarb er die deutsche Staatsbürgerschaft. Nach der Schule begann er ein Studium der Betriebswirtschaft und arbeitete als Dolmetscher und Volkshochschullehrer (Deutsch für Türken).
Mit einem Volontariat bei der Kölnischen Rundschau begann Güngörs journalistische Laufbahn – er gilt damit als erster türkischer Zeitungsvolontär, der in Deutschland ausgebildet wurde. Es folgten Tätigkeiten als Auslandsjournalist bei Reuters und als Politikredakteur beim Bonner General-Anzeiger. 1984 zog er in die Türkei, um von hier aus für die Westdeutsche Allgemeine Zeitung zu berichten, ab 1991 war er der erste Korrespondent für die dpa in der Türkei. Später arbeitete er auch von Griechenland aus. Nachdem er 1991 Türkeikorrespondent für die dpa geworden war, zog der Familienvater für einige Zeit nach Istanbul. Die türkische Regierung wollte ihm zweimal die Akkreditierung entziehen.
Güngörs Buch Die Angst der Deutschen vor den Türken und ihrem Beitritt zur EU (2004) war eine von zahlreichen Publikationen, die zum Thema Beitrittsverhandlungen der Türkei mit der Europäischen Union erschienen. 2005 erhielt er den deutsch-türkischen Freundschaftspreis. Im Herbst 2017 erschien sein Buch Atatürks wütende Enkel. Die Türkei zwischen Demokratie und Demagogie.
2015 ging Baha Güngör in Ruhestand. Von 2017 bis zu seinem Tod 2018 war er Vorsitzender der Deutsch-Türkischen Gesellschaft Bonn e. V. Er starb im Alter von 68 Jahren an Lungenkrebs. Er war geschieden und hatte einen Sohn (* 1982) und eine Tochter (* 1986).
Güngör hinterließ ein Manuskript mit dem Titel Hüzün… das heißt Sehnsucht. Wie wir Deutsche wurden und Türken blieben, an dem er bis kurz vor seinem Tod schrieb.
In Erinnerung an Güngör hat die Konrad-Adenauer-Stiftung 2021 ein Türkei-Stipendium für Jungjournalisten ausgeschrieben.